# Harel Levy
Harel Levy (n. 5 de agosto de 1978 en Kibutz Nahshonin, Israel) es un jugador israelí de tenis. Su logro más importante es haber llegado a la final del Masters de Canadá en 2000, cuando ocupaba el puesto Nº144 de la clasificación mundial, venciendo en el torneo a cinco jugadores mejor clasificados que él. El partido decisivo lo perdió ante Marat Safin. Su mejor posición en individuales fue de Nº30 y en dobles Nº76. En su carrera se cuentan victorias ante jugadores como Pete Sampras, Guillermo Coria y Michael Chang.

## Títulos (1; 0+1)

### Finalista en individuales (2)
- 2000: Toronto TMS (pierde ante Marat Safin)
- 2001: Nottingham (pierde ante Thomas Johansson)

### Dobles (1)
| Leyenda                |
| Grand Slam (0)         |
| Tennis Masters Cup (0) |
| ATP Masters Series (0) |
| ATP Tour (1)           |

| N.º | Fecha               | Torneo  | Superficie | Pareja          | Oponentes en la final            | Resultado  |
| --- | ------------------- | ------- | ---------- | --------------- | -------------------------------- | ---------- |
| 1.  | 10 de julio de 2000 | Newport | Césped     | Jonathan Erlich | Kyle Spencer Mitch Sprengelmeyer | 7-6(2) 7-5 |

### Finalista en dobles (1)
- 2010: Johannesburgo (junto a Karol Beck pierden ante Rohan Bopanna y Aisam-Ul-Haq Qureshi).

### Challengers (4)
| N.º | Fecha                    | Torneo     | Superficie | Oponente en la final | Resultado      |
| --- | ------------------------ | ---------- | ---------- | -------------------- | -------------- |
| 1.  | 2 de agosto de 1999      | Lexington  | Dura       | Kevin Kim            | 6-4 7-6(4)     |
| 2.  | 26 de septiembre de 2005 | Tulsa      | Dura       | Benedikt Dorsch      | 5-7 7-5 7-6(6) |
| 3.  | 16 de julio de 2007      | Mánchester | Césped     | Travis Rettenmaier   | 6-2 6-4        |
| 4.  | 20 de julio de 2009      | Lexington  | Dura       | Alex Kuznetsov       | 6-4 4-6 6-2    |